# Ново Горажде
Ново Горажде је неформални назив ужег градског језгра општине Ново Горажде, у оном дијелу општине гдје се налази њено политичко, економско и културно средиште. Овај урбани дио општине обухвата следећа насеља: Сопотница, Зидине, Слатина, Копачи, Градац и Машићи.

## Историја
Горажде историјски, као насељено мјесто егзистира још од 13. вијека. Насеље на овом простору по имену Васа помиње се у неким списима још 1220. године. Као трговачко средиште везано уз Дубровачку караванску трговину, Горажде се помиње 1379. године, а као утврђени град 1444. године. За постанак и развој Горажда нераздвојиво је везан средњовјековни српски град Самобор, Херцег Стефана Вукчића — Косаче, који се налази између Устипраче и Међурјечја.

### Херцегова црква у Сопотници
Херцег Стефан, средином 15. вијека (1446−1448. године) подиже крај Горажда, цркву у славу Светог Георгија (Св.Ђорђа). Црква је смјештена четири километра сјеверно од Горажда у Доњој Сопотници, на самој граници Републике Српске и Федерације БиХ. Саграђена је у дринској долини, у подножју брда Градина, на мјесту гдје сјеверна падина брда прелази у благу зараван. У непосредној близини цркве пролази магистрални пут Горажде — Вишеград.
Ово је јединствен споменик културног наслијеђа, како у историјском тако и у погледу своје архитектуре. Прошлост ове цркве сеже до 15. вијека и једна је од ријетких сачуваних непосредних свједочанстава о активности и организацији Српске православне цркве на овом простору у времену средњовјековног Босанског краљевства. Од 1519. године у Херцеговој цркви почела је са радом штампарија Божидара Горажданина, најстарија на овим просторима (друга на Балкану — послије Макаријеве у Црној Гори).
Црква је подигнута у средњовјековном гробљу са стећцима од којих је јако мало сачувана до данас.
Сви дијелови грађевине не потичу из истог временског раздобља. Најстарији дио цркве, Херцегова задужбина, по својој основи једнобродне цркве са полукружном апсидом и прислоњеним пјевницама у потпуности понавља облик рашког храма. Засведен је преломљеним сводом. Вријеме изградње правоугаоног параклиса лоцираног уз сјеверни зид није тачно одређено. Ђоко Мазалић тврди да је то најстарији дио цркве који је био капела у средњовијековном гробљу, док Здравко Кајмаковић каже да је дозидан доцније и датује га у 15. вијек, недуго након изградње најстаријег дијела цркве. У 16. вијеку црква је добила припрату, а у 19. вијеку звоник. Приликом доградње припрате срушен је западни зид у жељи да се стари храм прошири. Мјесто гдје се спаја стара и нова грађевина налази се 60 cm западно од ивице трећег пиластра.
Постојећи звоник подигнут је 1894. године. Декоративност звоника одудара од једноставних облика осталих дијелова цркве. Арсеније Поповић-Косорић записао је у „Триоду цвијетном“ да је црква обновљена 1869. године. Мали звоник, који је претходио постојећем, налазио се „на ластавици изнад врата“, вјероватно је саграђен у овој обнови.
Метална врата на улазу у цркву су из 1869. године о чему свједочи натпис: „Жи ова врат приложи Јован Андрић Ћебеника из Сарајев у Горажде цркви 1869“.
Првобитна локација ктиторског натписа Херцега Стефана била је изнад улаза у првобитну грађевину. На ктиторском натпису стоји: „В љето 6954/1446. год. аз раб Христу Богу господин Херцег Стефан ваздвигох храм светога великомученика Христова Георгија моле се јему да помолит се за мње грешном Владице моему Христу“.
Приликом проширења цркве камен надвратник на коме је натпис и десни довратник пренесени су на нови портал. Десни довратник украшен је исклесаним мотивом преплетене траке, по узору на плиткорељефну декорацију моравских цркава. На цркви се налази још један натпис који је на допрозорнику прозора јужне пјевнице. У натпису се братство манастира обавјештава о замонашењу калуђера Исаије. Натпис је сачинио Василије Ивановић, а по одликама језика и писма датује се у 15−16. вијек. Овај натпис нам доказује да је црква Светог Георгија у то вријеме била манастир. Манастирски карактер цркве потврђује и турски попис који говори да црква располаже земљишним посједима.
У цркви се налазе три уграђене плоче, двије у олтару са натписима и једна на јужној фасади на којој је рељефно исклесан лик Меркура.
Свједочанство о постојању живописа је запис митрополита Саве Косановића из 1871. године. Извјесни Зечевић 1890. године описао је постојање дијела фигуре архангела Михаила у унутрашњости храма. Да је црква била осликана потврдила су и археолошка истраживања. У сонди која је била отворена 25 m западно од цркве, пронађени су фрагменти фресака. Лежали су помјешани са остацима малтера и камена из порушених зидова. Орнаменти потичу са фриза којим је био украшен најнижи појас у олтарском дијелу.
Рашка основа, моравски поплет на довратнику, трагови фреско живописа, формулација уклесаног ктиторског натписа јасно говоре да се Стефан Вукчић Косача опредјелио за традицију његовану међу српским племством и да је не само политички већ и духовно припадао српском племству, без обзира на чињеницу да су његове области биле у саставу Босанског краљевства.

### Горажданска штампарија
Црква Светог Ђорђа у Сопотници се сматра оснивачем и власником најстарије штампарије на територији на којој је живио и живи српски народ. У манастиру је између 1519. и 1526. године радила штампарија Божидара Горажданина, која је непосредно по турској окупацији, снабдијевала осиромашене и страдале српске цркве и манастире богослужбеним књигама будући да је много старијих рукописних литургијских књига спаљено и уништено у протеклим деценијама 15. вијека. Под окриљем цркве штампане су у 16. вијеку три књиге. Прву и уједно најстарију књигу, „Служабник“ (или „Литургијар“) припремили су за штампу и објавили браћа Ђурађ и Теодор Љубавић 1519. године. Преостале двије књиге припремио је за штампу Теодор Љубавић, послије преране смрти свог брата Ђурђа: „Псалтир“ са Последовањем и Часловцем 1521. а „Молитвеник“ (или „Требник“) двије године касније 1523. године.

## Становништво

### Национални састав 2013. (коначни резултатиБХАС)
| Етнички састав према попису из 2013.‍ | Етнички састав према попису из 2013.‍ | Етнички састав према попису из 2013.‍ | Етнички састав према попису из 2013.‍ | Етнички састав према попису из 2013.‍ |
| ------------------------------------ | ------------------------------------ | ------------------------------------ | ------------------------------------ | ------------------------------------ |
|                                      |                                      |                                      |                                      |                                      |
| Срби                                 | Срби                                 |                                      | 1.618                                | 51,9%                                |
| Бошњаци                              | Бошњаци                              |                                      | 1.459                                | 46,8%                                |
| остали                               | остали                               |                                      | 38                                   | 1,3%                                 |

Према подацима пописа становништва из 1991. године и пописа становништва из 2013. године овај дио општине је имао следећу популацију:
| № | Насеље       | Број становника (1991) | Број становника (2013) |
| - | ------------ | ---------------------- | ---------------------- |
| 1 | Сопотница    | 287                    | 488                    |
| 2 | Зидине       | 276                    | 566                    |
| 3 | Слатина      | 390                    | 357                    |
| 4 | Копачи       | 222                    | 146                    |
| 5 | Градац       | 145                    | 82                     |
| 6 | Машићи       | 294                    | 251                    |
|   | Ново Горажде | 1.614                  | 2.056                  |